# Pyrosoma atlanticum

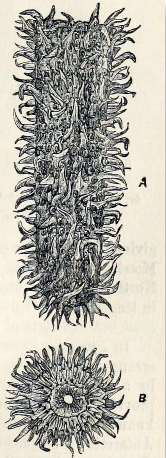
A. Vista lateral de uma colónia; B. Vista da extremidade aberta.

Pyrosoma atlanticum é uma espécie pelágica de tunicados coloniais pertencentes à classe Thaliacea com distribuição natural nas região de águas oceânicas temperadas de todo o mundo. O nome do género deriva do grego pyros, 'fogo' e soma, 'corpo', uma referência ao brilho da bioluminescência que emitem. O epíteto específico atlanticum refere para o Oceano Atlântico, onde foi colectado o espécime descrito em 1804 por François Péron, um naturalista francês.

## Sinónimos
A grande variabilidade morfológica a ampla área de distribuição natural levaram ao aparecimento de uma diversificadas sinonímia taxonómica:
- Dipleurosoma ellipticum Brooks, 1906 (genus transfer and sinônimo júnior)
- Pyrosoma atlanticum dipleurosoma Metcalf & Hopkins, 1919 (sinônimo júnior)
- Pyrosoma atlanticum echinatum Metcalf & Hopkins, 1919 (sinônimo júnior)
- Pyrosoma atlanticum f. elegans Lesueur, 1815 (sinônimo júnior)
- Pyrosoma atlanticum hawaiiense Metcalf & Hopkins, 1919 (sinônimo júnior)
- Pyrosoma atlanticum intermedium Metcalf & Hopkins, 1919 (sinônimo júnior)
- Pyrosoma atlanticum paradoxum Metcalf & Hopkins, 1919 (sinônimo júnior)
- Pyrosoma atlanticum triangulum Neumann, 1913 (sinônimo júnior)
- Pyrosoma atlanticum var. giganteum Lesueur, 1815 (sinônimo júnior)
- Pyrosoma atlanticum var. levatum Seeliger, 1895 (sinônimo júnior)
- Pyrosoma atlanticum var. tuberculosum Seeliger, 1895 (sinônimo júnior)
- Pyrosoma benthica Monniot C. & Monniot F., 1966 (sinônimo júnior)
- Pyrosoma elegans Lesueur, 1813 (sinônimo júnior)
- Pyrosoma ellipticum (Brooks, 1906) (sinônimo júnior)
- Pyrosoma giganteum Lesueur, 1815 (sinônimo júnior)
- Pyrosoma giganteum var. atlanticum Péron, 1804 (status change)
- Pyrosoma rufum Quoy & Gaimard, 1824 (sinônimo júnior)
- Pyrosoma triangulum Neumann, 1909 (sinônimo júnior)